# Tennistoernooi van Rosmalen 2022
|                                                  |  |                                          |
| Jekaterina Aleksandrova, winnares bij de vrouwen |  | Tim van Rijthoven, winnaar bij de mannen |

Het tennistoernooi van Rosmalen van 2022 werd van maandag 6 tot en met zondag 12 juni 2022 gespeeld op de grasbanen van het Autotron Expodome in de Nederlandse plaats Rosmalen, onderdeel van de gemeente 's-Hertogenbosch. De officiële naam van het toernooi was Libéma Open.
Het toernooi bestond uit twee delen:
- WTA-toernooi van Rosmalen 2022, het toernooi voor de vrouwen
- ATP-toernooi van Rosmalen 2022, het toernooi voor de mannen

## Toernooikalender
| Rosmalen          | juni 2022 | juni 2022 | juni 2022 | juni 2022 | juni 2022   | juni 2022    | juni 2022    | juni 2022 |
| Rosmalen          | maa 6     | din 7     | woe 8     | don 9     | vrĳ 10      | zat 11       | zat 11       | zon 12    |
| ----------------- | --------- | --------- | --------- | --------- | ----------- | ------------ | ------------ | --------- |
| vrouwenenkelspel  | 1e ronde  | 1e ronde  | 2e ronde  | 2e ronde  | kwartfinale | halve finale | halve finale | finale    |
| vrouwendubbelspel |           | 1e ronde  | 1e ronde  | 1e ronde  | 2e ronde    | halve finale | finale       |           |
| mannenenkelspel   | 1e ronde  | 1e ronde  | 2e ronde  | 2e ronde  | kwartfinale | halve finale | halve finale | finale    |
| mannendubbelspel  |           | 1e ronde  | 1e ronde  | 1e ronde  | 2e ronde    | halve finale | halve finale | finale    |

ATP-toernooi van Rosmalen – WTA-toernooi van Rosmalen

1996 · 1997 · 1998 · 1999 · 2000 · 2001 · 2002 · 2003 · 2004 · 2005 · 2006 · 2007 · 2008 · 2009 · 2010 · 2011 · 2012 · 2013 · 2014 · 2015 · 2016 · 2017 · 2018 · 2019 · 2020-2021 · 2022 · 2023 · 2024